# Qemetica Cargo
Qemetica Cargo Sp. z o.o., do června 2024 CIECH Cargo Sp. z o.o., do roku 2015 TRANSODA Sp. z o.o., (VKM: TRSOD) je železniční dopravce provozující nákladní drážní dopravu v Polsku. Společnost se sídlem v Inowrocławi je součástí chemického holdingu Qemetica. V roce 2015 měla společnost na trhu polské nákladní železniční dopravy podíl 0,87 % (podle čtkm).

## Historie
Společnost vznikla vyčleněním vlečkového provozu chemických závodů Soda Mątwy k 1. květnu 2000 a zpočátku se zabývala pouze obsluhou vlečky mateřské společnosti. Po získání koncese pro provozování nákladní drážní dopravy v roce 2002 se společnost začala zabývat i nákladní dopravou na síti PKP Polskie Linie Kolejowe, od roku 2003 na základě licence (po změně legislativy). V roce 2006 se TRANSODA sloučila se společností Jantrans Janikowo (dcera chemických závodů Zakłady Sodowe JANIKOSODA SA) při zachování původního názvu.
Firma tak byla vlastněna společnostmi Inowrocławskie Zakłady Chemiczne SODA MĄTWY S.A. (podíl 64,73 %) a Zakłady Sodowe JANIKOSODA SA (35,27 %). V roce 2007 došlo ke sloučení obou vlastníků do jedné společnosti s názvem Soda Polska Ciech, takže Transoda má již jen jednoho vlastníka.

## Vlaky
První pravidelně provozovanou relací se stala přeprava vápence v relaci Wapienno (podnik Lafarge Cement) – Inowrocław Chemia (SODA MĄTWY). Dále se firma začala zabývat přepravou sody produkované mateřskými závody v Inowrocławi a Janikowě do přístavů Gdańsk a Gdynia a do skláren v Jarosławi, Częstochowé a Sandomierzi. V roce 2009 společnost rozšířila cílové stanice svých vlaků o Kędzierzyn Koźle a Racibórz. Zahájila také přepravy do pohraniční stanice Międzylesie, odkud vlaky směřující do Česka přebírají lokomotivy českého dopravce.

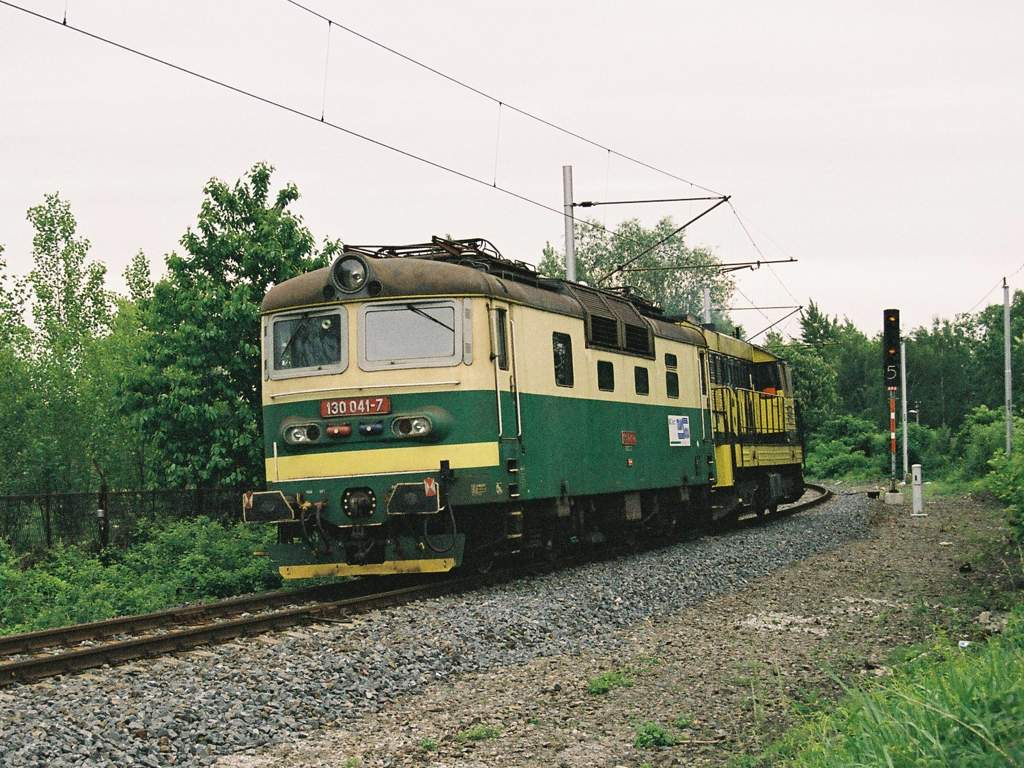
Lokomotiva 130.041 provozovaná společností Transoda

## Lokomotivy
Svou činnost firma zahájila s motorovými lokomotivami řady SM42 (č. 2541) a T448p (č. 051, 052 a 090) určenými především pro posun. Stroje řady T448p jsou však používány i ve vlakové dopravě, především při přepravě vápence z Wapienna, neboť podstatná část této trasy není elektrizována.
Jako první polský soukromý dopravce pak Transoda začala používat také elektrické lokomotivy zahraniční produkce. Jednalo se nejdříve o lokomotivu 130.041 společnosti SD - Kolejová doprava, kterou si Transoda pronajala prostřednictvím českého dopravce Viamont již v roce 2004. O rok později si Transoda přímo od Viamontu pronajala ještě lokomotivu 130.049. U Transody byly tyto dva stroje označeny ET11-001-23 a ET11-002-23. Jejich provoz v Polsku skončil v roce 2009, kdy byla 130.041 vrácena zpět majiteli, druhá byla vrácena již dříve.
Od roku 2006 si pak Transoda pronajímá elektrickou lokomotivu označenou ET23-001-23, což je originální stroj 181.009 Českých drah. V roce 2008 k ní přibyly další dvě lokomotivy 181.028 a 181.107.
Od roku 2010 si Transoda pronajímá od slovenské společnosti ZOS Zvolen lokomotivu S200-530, což je stroj české řady 770.